# خودنمایی سیاسی
خودنماییِ سیاسی استفاده از سخن یا اعمال است وجیه جلوه کردن را نزدِ توده‌ها. نمایش سیاسی که با نام‌های خودنمایی سیاسی (برگرفته از مفهوم اجرا برای جمعیت در جایگاه‌های تماشاچیان)، تئاتر سیاسی یا «کابوکی» نیز شناخته می‌شود، استفاده از سخنرانی یا اعمال برای کسب حمایت سیاسی از طریق توسل به احساسات یا عواطف است. این اصطلاح به ویژه در مورد توسلاتی به کار می‌رود که پوچ یا فاقد محتوای سیاسی یا اقتصادی تلقی می‌شوند، یا توسلاتی سطحی که ممکن است منعکس کننده ایدئولوژی یا ترجیحات سیاسی واقعی یک فرد نباشند.

## سیاست و نمایش سیاسی
سیاست، در میان جنبه‌های دیگر، شامل استفاده از ارتباط برای آشتی دادن اختلافات، متقاعد کردن شهروندان و رسیدن به تصمیماتی در مورد حکومت یا نظم اجتماعی است. در حالی که سخنرانی در جمع و سایر اشکال ارتباطات بخشی از فعالیت سیاسی هستند، سخنانی که به عنوان نشان دادن سطحی مواضع بدون تأثیر اساسی بر سیاست یا ساختارهای دولتی تلقی می‌شوند، اغلب مورد انتقاد قرار می‌گیرند.
رسانه‌های خبری ممکن است با ارائه سخنرانی‌ها یا سایر نمایش‌های سیاستمداران به مخاطبانشان، به نمایش سیاسی یا خودنمایی دامن بزنند یا در آن مشارکت کنند. به نظر می‌رسد سیاستمداران منتخب از سخنرانی‌هایی که مستقیماً به قانون‌گذاری مربوط نمی‌شوند، به عنوان فرصتی برای ارائه تصویری مطلوب از خود استفاده می‌کنند. به عنوان مثال، یک مطالعه در مورد کنگره ایالات متحده آمریکا نشان داد که طول جلسات از زمان معرفی پوشش تلویزیونی زنده افزایش یافته است. سخنرانی‌های پخش شده شامل چیزی است که نویسندگان این مطالعه آن را "کمپین‌های تبلیغاتی متقاعدکننده برای برنده شدن قرارداد تولید از حوزه‌های انتخابیه [سیاستمداران]" می‌نامند.
نمایش سیاسی نه تنها در لفاظی سیاسی بلکه در اقدامات قانونی، اجرای قانون یا سایر اقدامات رسمی که نه بر اساس اثربخشی آنها، بلکه به منظور کاهش یا دفع انتقادات وارده به مقامات دولتی انجام می‌شوند، دیده می‌شود. معمول است که مردم به جای منطقی، به‌طور احساسی به بحران یا بحث و جدل واکنش نشان دهند. در پاسخ، بازیگران سیاسی ممکن است اقدامات آشکار اما سطحی انجام دهند، زیرا این اقدامات نسبتاً آسان برای درک یا دیدن هستند و ممکن است پاسخ‌های احساسی مانند خشم یا ترس را سریع‌تر از پاسخ‌های اساسی عمیق برآورده کنند. اگر یک بازیگر سیاسی بتواند اعتبار پاسخ سریع را به دست آورد، و اگر احتمال حمایت از پاسخ‌های مؤثرتر در کوتاه مدت کمتر باشد، ممکن است فشاری به نفع نمایش سیاسی وجود داشته باشد.
جاستین توسی و براندون وارمکه از اصطلاح «خودنمایی اخلاقی» برای توصیف رفتار مشابهی استفاده می‌کنند که در آن افراد احساسات و نظرات خود را در یک مجمع عمومی به منظور کسب موقعیت اجتماعی، به ویژه در میان افرادی که با آنها موافق هستند، اغراق می‌کنند. این می‌تواند شامل شرمساری عمومی، کنار گذاشتن ظرافت و زمینه، و یک ذهنیت اوباش با اتهامات ساختگی و خشم بیش از حد نیز باشد. جاناتان‌هایت و توبیاس رز-استاکول اشاره می‌کنند که این اتفاق در رسانه‌های اجتماعی رخ می‌دهد.